# Граница (Западно-Варшавский повет)
Грани́ца (пол. Granica) — село в Польше в сельской гмине Кампинос Западно-Варшавского повета Мазовецкого воеводства.
Село располагается в глубине Кампиносской пущи в 3 км от административного центра сельской гмины села Кампинос, в 27 км от административного центра повета города Ожарув-Мазовецкий и в 40 км от административного центра воеводства города Варшава.
Село было основано в 1725 году. В 1975—1998 годах село входило в состав Варшавского воеводства.

## Достопримечательности
- В селе находится образовательный центр имени Ядвиги и Романа Кобендза, принадлежащий Кампиносскому национальному парку. Этот центр посвящён супругам-биологам, которые в период между двумя мировыми войнами занимались организаций первых заповедников на территории Кампиносской пущи.
- Музей лесного зодчества — музей под открытым небом.
- Возле музея находится аллея Третьего тысячелетия, на которой в период 1999—2000 годах были посажены саженцы дуба президент Польши Александр Квасьневский и варшавский архиепископ примас Польши кардинал Юзеф Глемп.
- Воинское кладбище времён Второй мировой войны;
- Через село проходит велосипедный и пешеходный туристический маршрут.